# Via Margutta
A Via Margutta é uma rua estreita situada na cidade de Roma, mais especificamente na rione do Campo de Marte, na região italiana de Lácio. Com cerca de 385 metros de extensão, a via tem início na Via del Babuino e fim na Via Alibert. Localiza-se próximo à Piazza del Popolo e à Piazza di Spagna.
É conhecida localmente por suas galerias de arte e lojas de antiguidades. O logradouro também é endereço de uma escola de arte, além de ateliês, boutiques e hotéis.
A Via Margutta já teve como residentes notáveis o casal Federico Fellini e Giulietta Masina, além do escritor estadunidense Truman Capote, dentre outros. A rua também serviu de locação para o filme A Princesa e o Plebeu (título original em inglês: Roman Holiday), de 1953.